# Komstadkalksten
Komstadkalksten, också kallat komstaflis, är en bergartsformation uppkallad efter Komstad utanför Gärsnäs på Österlen. Stenen avsattes som sediment på havsbottnen för cirka 470 miljoner år sedan under perioden ordovicium. Den är förhållandevis rik på fossil av trilobiter och ortoceratiter. Komstadkalksten är, i motsats till Mellansveriges röda eller gröngrå ortoceratitkalkstenar, grå eller gråsvart med bruna inslag.

## Ekonomisk geologi
Komstadkalksten användes flitigt som byggnadssten och ornamentsten i mitten av 1800-talet, då många bönder och herremän beställde stenen till sina bord - stenbord. Kalkstenen användes också till gravstenar och för plattläggningar i slott, herrgårdar och bondgårdar.